# Египетски богове
Обикновено се смята, че древните египтяни са политеисти. Египетските богове са персонификация на природни стихии, събития от живота, чувства. Египетският пантеон е един от най-внушителните. Боговете живеят на земята (в храмовете) и те трябва да бъдат почитани и уважавани. Затова древните египтяни е трябвало да им отправят молитви, да им танцуват, пеят и да им принасят дарове – храна и скъпоценни предмети. Само Ехнатон, познат като „фараонът-еретик“ се опитва да наложи монотеистичната религия към слънчевия диск Атон по време на краткото си царуване.
За повече от пет хиляди години от историята на фараонския Египет, религията се е развила съвсем малко. Според периода, някои божества стават по-важни и почитани, докато други загубват божественото си влияние.
В Египет божествата вземат човешки образ късно в историята на страната. Отначало всички богове са изобразявани в образ на животно: Баст – котка, Анубис – чакал, Ра – сокол и т.н. Едва по-късно те придобиват по човешки черти, като се започва от тялото. В Средното царство божествата вече са с човешко тяло, а главата е на животно. Това произлиза от факта, че дотогава поклонниците на дадено божество са го възприемали като животно. И за да стане прехода по-плавен, жреците постепенно променят тази структура на боговете. По времето на Новото царство боговете са вече с ясно изградени човешки черти, дори главата на някои божества е вече човешка. Изида, Озирис, някой божества-пазители и др.
Египетските божества са и невидими (Амон), и видими (Апис). Важно е да се отбележи, че обитателите по бреговете на река Нил обожествявали символите, които те представлявали. Също така египтяните се съмнявали доста, че богинята на майчинството (Таурет) в действителност е хибридно същество, още повече, че боговете били обожествявани под имената дадени им от хората. Техните истински имена са известни само лично на тях: Изида можела да се похвали, че знае тайното име на слънцето, и да има следователно цялата власт върху него !
Боговете, независимо от политеизма (повече от 700 божества), са се разглеждали като един: просто наречен Бог... Божествеността е била едновременно множествена и Единствена.
Според теологията на Новото царство, боговете са само три: Птах, Амон и Ра.
Списъци с египетски божества:
- По азбучен ред;
- По семейства;
- По град;
- По символ;
- По животно.